# Grandchamp (Yonne)
Grandchamp korábbi község (település) Franciaországban, Saône-et-Loire megyében. 2016. január 1-jén további 13 korábbi községgel egyesült és azokkal együtt Charny Orée de Puisaye új község része lett.
Lakosainak száma 348 fő (2018. január 1.). Grandchamp Perreux, Champignelles, Malicorne, Saint-Denis-sur-Ouanne, Sommecaise és Villiers-Saint-Benoît községekkel határos.

## Népesség
A település népességének változása:
| Lakosok száma | 569  | 495  | 422  | 402  | 381  | 367  | 367  | 363  | 350  | 348  |
|               | 1962 | 1968 | 1975 | 1982 | 1990 | 2008 | 2013 | 2015 | 2017 | 2018 |